# Marius Hiller
Marius Eduard „Bubi“ Hiller (in Aufstellungen auch Hiller III; * 5. August 1892 in Pforzheim; † 17. Oktober 1964 in Buenos Aires, Argentinien) war ein deutscher Fußballspieler. Als Spieler des 1. FC Pforzheim kam er in den Jahren 1910 und 1911 dreimal in der deutschen Fußballnationalmannschaft zum Einsatz; hier wurde er bis heute zum zweitjüngsten Nationalspieler nach Willy Baumgärtner und jüngsten Torschützen. Nachdem er über die Schweiz, wo er beim FC La Chaux-de-Fonds spielte, nach Argentinien ausgewandert war, wurde er zum ersten Idol des Bonarenser Vereins CA All Boys. 1916 wurde er als Spieler des Club de Gimnasia y Esgrima von Buenos Aires Torschützenkönig der ersten Liga und kam auch zu zwei Spielen in der argentinischen Nationalmannschaft, in denen er vier Tore erzielte.

## Leben und Wirken

### Bis 1911: 1. FC Pforzheim und deutsche Nationalmannschaft
Marius war der elf Jahre jüngere Neffe von Arthur Hiller (Hiller II), dem ersten Spielführer einer deutschen Fußballnationalmannschaft beim Start der Länderspiel-Ära des DFB-Teams am 5. April 1908 in Basel gegen die Schweiz. Er erlernte das Fußballspielen beim 1. FC Pforzheim im Brötzinger Tal. In der Südkreisliga hatte sich der Pforzheimer „Club“ mit dem Karlsruher FV, dem Karlsruher FC Phönix und den Stuttgarter Kickers auseinanderzusetzen. „Bubi“ Hiller eiferte seinen Onkeln Arthur und Wilhelm Hiller (Hiller I) nach. Er nahm jede Gelegenheit wahr, mit ihnen auf den Fußballplatz oder zum Training zu gehen, wie Joachim Hiller, ein 2010 noch in Pforzheim lebender Cousin von Marius, schilderte: „Er trug ihnen die Sporttaschen, putzte ihnen die Schuhe und half, die Torstangen mit auf den Platz zu tragen“, so der Emaille-Großhändler über die fußballerischen Anfänge seines um 48 Jahre älteren Vetters. Der eher schmächtige als athletische Halbstürmer, der mit Geschick fürs Dribbling, einem kräftigen Schuss und besonderer Schnelligkeit ausgestattet war, wurde im Alter von 17 Jahren, 7 Monaten und 28 Tagen zu seinem ersten Länderspiel berufen. Am 3. April 1910 debütierte er in der Nationalmannschaft beim 3:2-Sieg in Basel gegen die Schweiz. In der 8. Minute besorgte er die 1:0-Führung und wurde damit zum bis heute jüngsten Torschützen der deutschen Nationalmannschaft. Die zwei weiteren Tore erzielte Eugen Kipp von den Sportfreunden Stuttgart. In den Spielen gegen die Amateurnationalmannschaft Englands am 19. April 1911 (2:2) und gegen Österreich am 9. Oktober 1911 (1:2) trat der auf Halbrechts spielende Hiller noch zweimal für die deutsche Länderelf an.

### 1911 bis 1912: FC La Chaux-de-Fonds

Deutschland-England 1911 mit Hiller (4. v. L.)

Berufliche Gründe führten Marius Hiller Ende 1911 in die Schweizer Uhrenmetropole La Chaux-de-Fonds im Kanton Neuchâtel. Dort schloss er sich dem FC La Chaux-de-Fonds an. Der Verein war damals mit den Nationalspielern Kapitän Raoul Stauss, Torwart Josef Ochsner und Louis Würsten durchaus gut bestückt. Zudem kam es zu einem Wiedersehen mit dem Ex-Pforzheimer Läufer Schirmann, der bald nach Paris weiterzog. Lokal stand der Verein in dieser Zeit hinter dem FC Étoile zurück, der die Schweizer Fussballmeisterschaft 1911/12 im Mai 1912 als Dritter abschloss. Der FC wurde Dritter der Regionalgruppe Zentral der damals in drei Staffeln aufgeteilten ersten Liga der Schweiz. Ein Höhepunkt in Hillers Saison war eine Exkursion zum Osterturnier in Turin, wo er drei Tore zu einem 5:2 gegen Juventus Turin beisteuerte. Nach einem 0:4 gegen den AC Turin wurde sein Verein aber nur Dritter des von den Wiener Amateuren gewonnenen Turniers. Im selben Monat war er auch Teil einer Kombination von Étoile und FC, die in einem Testspiel auf die Schweizer Nationalmannschaft traf, und erzielte beim 3:3-Unentschieden ein Tor. Die Saison endete am Pfingstsonntag im Juni, als der FC im heimischen Parc des Sports den auf Sommertournee befindlichen 1. FC Pforzheim empfing und 2:8 verlor.
Danach kam er seiner Militärpflicht nach und diente als Einjährig-Freiwilliger beim 14. Trainbataillon in Durlach bei Karlsruhe. Doch sonntags, wann immer möglich, stellte er sich in den Dienst des Fußballs.

### 1913 bis 1917: Erfolge in Argentinien

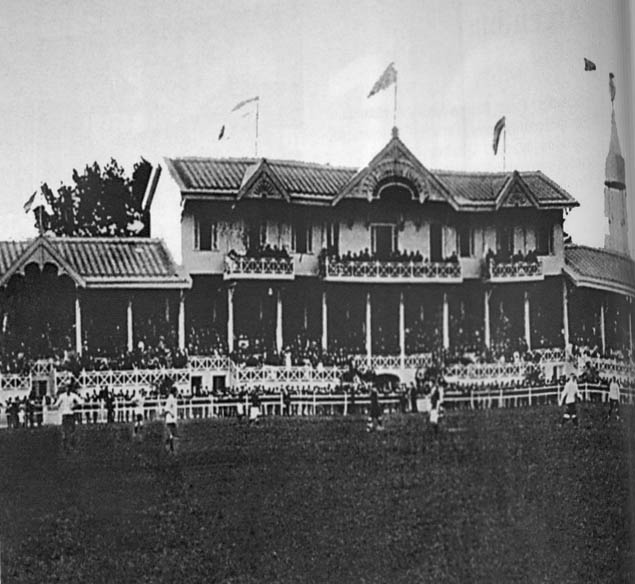
Das Stadion von GEBA 1916

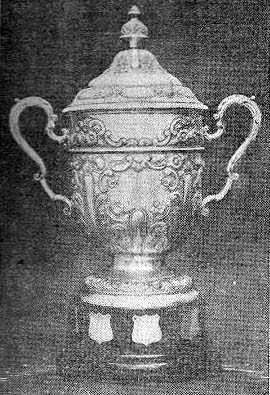
Copa Mariano Reyna

Bei Marius Hiller führten erneut berufliche Umstände zum Wechsel des Umfeldes. Diesmal verschlug es ihn als Repräsentant der Schweizer Uhrenfirma Palmer & Co. in die argentinische Hauptstadt Buenos Aires, wo er 1913 eingetroffen sein soll. Dort zog Vicente Cincotta, Mitbegründer, Präsident und Spieler des im März 1913 im Viertel Floresta gegründeten CA All Boys, durch die Nachbarschaft, um neue Spieler anzuwerben. So spielte Hiller schließlich 1914 in der Federación Argentina de Football – einem Verband, der sich 1912 von der Asociación Argentina de Football abgespalten hatte – um den Aufstieg in die erste Liga, blieb aber hier hinter Defensores de Belgrano zurück. Auch im Pokalwettbewerb sorgten die Weißen für Aufsehen, besiegten den Erstligisten CA Atlanta 2:1 durch zwei Hiller-Treffer und erreichten ein Unentschieden gegen den späteren Sieger CA Independiente aus der Vorstadt Avellaneda. Mit seinen zahlreichen Toren – bis zu 69 sollen es in jenem Jahr gewesen sein – hatte Hiller großen Anteil an diesem Erfolg des jungen Vereins und wurde zum ersten Idol der Vereinsgeschichte. Noch im Dezember des Jahres war er in den Reihen der künftigen Fußballgroßmacht CA River Plate und erzielte ein Tor in einem Freundschaftsspiel gegen Argentinos de Quilmes.
Ab 1915 trat Hiller in der nunmehr in der Asociación Argentina de Football vereinigten ersten Liga, der Primera División, für den im bonarenser Stadtteil Palermo, einem besseren Viertel, beheimateten Club de Gimnasia y Esgrima an, der der Federación entstammte (nicht zu verwechseln mit dem heute bekannteren gleichnamigen Verein aus La Plata). Mit GEBA, wie der Verein oft genannt wird, wurde er zunächst Zwölfter in der aus 24 Vereinen bestehend Liga.
Das große Jahr im argentinischen Teil seiner Fußballerzeit folgte 1916. Mit GEBA wurde er Neunter in der Liga. Von den 31 Toren im Meisterschaftswettbewerb erzielte Hiller 16, womit er, gefolgt von zwei Spielern mit 13 Treffern, auch Torschützenkönig wurde. Er wurde in die Auswahl der Liga von Buenos Aires berufen, die im Juni des Jahres im Stadion von GEBA dank zweier Tore von ihm die Auswahl der Liga von Rosario mit 2:1 besiegte und damit die Copa Mariano Reyna gewann.
Seine Leistungen im Verein brachten ihn in das Umfeld der Nationalmannschaft, die im Juli des Jahres bei der Erstaustragung der Südamerikanischen Meisterschaft, die vornehmlich im Stadion von GEBA stattfand, den zweiten Platz belegte. Am 15. August debütierte Hiller in Avellaneda im Stadion des Racing Club vor 16.000 Zusehern im Spiel um die Copa Newton und stellte hier in der 83. Minute den 3:1 Endstand her. Am 1. Oktober gab es an gleicher Stelle gegen den gleichen Gegner einen 7:2-Sieg um die Trophäe des Presseverbandes, wo Hiller drei Treffer beisteuerte. In dieser Partie spielte er an der Seite von Ernesto „Ennis“ Hayes und Juan Domingo Brown, zwei argentinischen Legenden jener Zeit. Es ist anzumerken, dass bei beiden Spielen jeweils zeitgleich Spiele zwischen Uruguay und Argentinien – um die Copa Lipton bzw. einen uruguayischen Ehrenpokal – in Montevideo stattfanden.
1917 war ein weit weniger erfreuliches Jahr. Als Vorletzter stieg GEBA zusammen mit dem punktgleichen CA Banfield ab. Es heißt, dass Hiller auch in der zweiten Liga dem Verein treu blieb. GEBA, das 1918 noch Zweiter in einer der beiden Staffeln der zweiten Liga war, sollte nie wieder eine Rolle im Spitzenfußball spielen und zog in den nächsten Jahren seine Mannschaften sogar aus dem Spielbetrieb des Verbandes zurück.

### 1919 bis 1921: 1. FC Pforzheim
Zwischenzeitlich kehrte der mit einer Italienerin verheiratete Hiller nach Pforzheim zurück und wurde 1920/21 mit seinem Stammverein 1. FC Pforzheim Meister im Kreis Südwest.

### 1921 bis 1925 und darüber hinaus: Wieder in Argentinien
Er kehrte aber wieder nach Buenos Aires zurück. Es ist bekannt, dass er 1921 und 1922 für den im Stadion von Caballito spielenden CA Estudiantil Porteño stürmte, mit dem er aber nur Plätze in der unteren Tabellenhälfte erreichte. Noch 1922 wechselte er zu Sportivo Barracas und wurde mit dem Verein 1923 und 1924 Dritter bzw. Sechster in der Liga der Asociación Argentina de Football des in jenen Jahren wieder entzweiten argentinischen Spitzenfußballs. 1925 spielt er dabei nurmehr in einer Partie für Sportivo.
1925 beendete er bei seinem argentinischen Stammverein, den mittlerweile in der ersten Liga der Asociación Argentina de Football angekommenen All Boys, als 33-Jähriger seine Zeit als Fußballer. Er bestritt dabei noch neun Ligaspiele, in denen er drei Treffer erzielte. Sein Abschiedsspiel gab er am 14. Juni vor heimischen Publikum, wo die All Boys gegen den späteren Meister CA Huracán mit 0:1 verloren. Das Tor erzielte Guillermo Stábile, der fünf Jahre später bei der ersten Weltmeisterschaft Torschützenkönig wurde. Hiller bestritt in Argentinien insgesamt 159 Erstligaspiele, in denen er 63 Tore erzielte. Dazu kommen acht Pokalspiele mit fünf Treffern.
Die argentinische Hauptstadt blieb seine Heimat. Es heißt, dass er über 30 Jahre lang Palmer & Co. in Argentinien und auch Paraguay vertrat und es zu einer leitenden Stellung brachte. 1929 und 1956 kehrte Hiller noch einmal für Kurzbesuche nach Pforzheim zurück. Beim letzten Aufenthalt war er Ehrengast bei den Feiern zum 60. Vereinsjubiläum des 1. FC Pforzheim.
Marius Hiller, der zuletzt in einem Haus auf der Avenida Tte. Gral. Donato Álvarez 313, nah dem Viertel Floresta, der Heimat der All Boys, lebte, verstarb am 17. Oktober 1964 im Alter von 72 Jahren. Er fand auf dem bekannten Friedhof von Chacarita seine letzte Ruhestätte.
Erst 1940 sollte noch einmal ein Deutscher in einer der oberen Ligen Argentiniens spielen: Heinrich Theelen, der aus der Jugend von Borussia Mönchengladbach stammte, zur Besatzung der vor Montevideo versenkten Admiral Graf Spee gehörte und den es danach nach Argentinien verschlug. Er spielte für Unión Santa Fe in der Segunda División. Theelen arbeitete später bei Ford-Köln.